# Folk-Lore
Folk-Lore — третий студийный альбом ирландской фолк-метал-группы Cruachan. Был издан 4 февраля 2002 компанией Hammerheart Records.

## Список композиций
1. Bloody Sunday - 04:15
2. Victory Reel - 01:21
3. Death of a Gael - 05:38
4. The Rocky Road to Dublin - 03:07
5. Ossian’s Return - 04:44
6. Spancill Hill - 06:00
7. Children of Lir - 05:08
8. Ride On - 04:41
9. Susie Moran - 04:11
10. Exiles - 06:36
11. To Invoke The Horned God - 06:02

## Участники записи
- Karen Gilligan — вокал, перкуссия
- Keith Fay :  — вокал, электро– и акустическая гитары, клавишные, мандолина, банджо, бузуки, перкуссия
- Joe Farrell — ударные и перкуссия
- John Clohessy — бас-гитара, бэк-вокал
- John O' Fathaigh — ирландская флейта, свистулька, низкий вистл, деревянная флейта

### Приглашённые участники
- Shan Mac Gowan — вокал
- Diane O' Keefe — виолончель
- Liz Keller — скрипка
- Louise Fay — речь на "Ossian's Return"